# Iwan Alexander

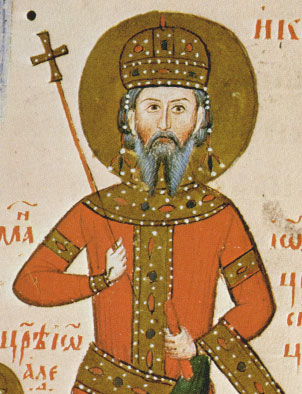
Iwan Alexander (Abbildung aus seinem Tetraevangeliar)

Iwan Alexander (bulgarisch Иван Александър; † 17. Februar 1371) herrschte von 1331 bis 1371 als Zar der Bulgaren. Iwan Alexander stammte aus der letzten Herrschaftsdynastie des Zweiten Bulgarenreichs, den Schischmaniden.
Iwan Alexander war der Neffe des bulgarischen Zaren Michael III. Schischman.
1330 nahm er an der Schlacht bei Welbaschd teil, bei der das bulgarische Heer den Serben unter Stefan Uroš III. Dečanski unterlag. Dieser machte seinen Neffen Iwan Stefan, einen Sohn des bei der Schlacht ums Leben gekommenen bulgarischen Zaren Michael III. Schischman, zum neuen bulgarischen Herrscher. Als in Serbien Stefan Uroš IV. Dušan Stefan Uroš III. Dečanski stürzte, stürzte auch dessen Neffe auf dem bulgarischen Thron, und die Bulgaren erhoben Iwan Alexander zum neuen Zaren. 
Seine lange Herrschaft gilt als Spätblüte des Zweiten Bulgarenreiches. In den Anfangsjahren gelang es ihm, die Serben und Byzantiner (→Schlacht von Rusokastro) zurückzudrängen. Am Ende seiner Herrschaft war jedoch der Niedergang des Bulgarenreichs erkennbar. Es konnte sich der Serben, der Byzantiner und schließlich der Osmanen nicht mehr erwehren. Gleichzeitig forderte der Schwarze Tod, die Pest, zahlreiche Opfer. Iwan Alexander teilte an seinem Lebensende sein Reich unter seinen beiden Söhnen, die jeweils den Namen Iwan aus seiner ersten und zweiten Ehe trugen, bevor die Osmanen dem Bulgarenreich schließlich ein Ende bereiten sollten.
Iwan Alexander war in erster Ehe seit 1323 mit Theodora von der Walachei verheiratet, die um 1345 ins Kloster geschickt wurde. Mit ihr hatte er drei Söhne und die Tochter Tamar (* um 1340), die in zweiter Ehe 1373 (?) den Sultan Murad I. heiraten musste. In zweiter Ehe vermählte Iwan Alexander sich um 1347 mit der Jüdin Sarah, die bei ihrem Übertritt zum orthodoxen Christentum ebenfalls den Namen Theodora annahm. Mit ihr hatte er mindestens die Tochter Maria Keratsa (Mara Kyratza; * 1348), die im Zuge eines Vertrages mit Byzanz 1355 im Alter von sieben Jahren den späteren byzantinischen Kaiser Andronikos IV. heiratete, und mindestens einen Sohn. Auf Betreiben seiner Frau Sarah Theodora hin soll die Reichsteilung erfolgt sein, die den endgültigen Untergang des Bulgarenreichs besiegelte. Sein Nachfolger auf dem bulgarischen Thron wurde 1371 der gemeinsame Sohn Iwan Schischman (* um 1350).
In seinem Auftrag entstand die Manasses-Chronik, eine bulgarische Übersetzung der Chronike synopsis des Konstantin Manasses, das Londoner Tetraevangeliar und die Mraka-Urkunde.
Seit 2009 trägt der Ivan Alexander Point seinen Namen, eine Landspitze von Nelson Island in der Antarktis.

## Einzelbelege
1. ↑  Anna Ivanova Băkston: Evropejskite sultanki na Osmanskata imperija. Iztok-Zapad, Sofija 2018, ISBN 978-6-19010293-9.
2. ↑  Anna Buxton: The European Sultanas of the Ottoman Empire, 2016, ISBN  9781533248435.

| Vorgänger   | Amt                         | Nachfolger      |
| ----------- | --------------------------- | --------------- |
| Iwan Stefan | Zar von Bulgarien 1331–1371 | Iwan Schischman |

| Personendaten    | Personendaten                        |
| ---------------- | ------------------------------------ |
| NAME             | Iwan Alexander                       |
| KURZBESCHREIBUNG | Zar der Bulgaren                     |
| GEBURTSDATUM     | 13. Jahrhundert oder 14. Jahrhundert |
| STERBEDATUM      | 17. Februar 1371                     |